# Grupa Rekonstrukcji Historycznej „First to Fight”
Grupa Rekonstrukcji Historycznej „First to Fight” (Living History Group „First to Fight”) – powołana do życia w 2010 r. polska grupa rekonstrukcji historycznej, działająca na terenie Wielkiej Brytanii.

## Działalność grupy
GRH „First to Fight” powołana została z inicjatywy Adama Czajki, Andrzeja Mazura oraz Sebastiana Kłody w 2010 r. Należą do niej przedstawiciele polskiej emigracji zarobkowej, zamieszkali w różnych częściach Wielkiej Brytanii.
Wśród formacji, które odtwarzają członkowie grupy, znajdują się:
- 3. Dywizja Strzelców Karpackich,
- Samodzielna Brygada Strzelców Karpackich,
- 1. Samodzielna Brygada Spadochronowa,
- Pomocnicza Wojskowa Służba Kobiet.

GRH „First to Fight” uczestniczy zarówno w organizowanych w Wielkiej Brytanii polskich uroczystościach upamiętniających wydarzenia II wojny światowej, jak też i organizowanych przez brytyjskie grupy rekonstrukcji historycznej zlotach, zajmując się rozpowszechnianiem wiedzy o polskim wkładzie w aliancki wysiłek wojenny. Grupa adresuje swoją ofertę zarówno do publiczności brytyjskiej, jak i społeczności polonijnej.
Członkowie „First to Fight” nie ograniczają się jedynie do kwestii związanych z rekonstrukcją historyczną. Utrzymują (m.in. za pośrednictwem Osiedla Polskiego w Penrhos) stały kontakt z ostatnimi żyjącymi polskimi kombatantami na Wyspach Brytyjskich. Dbają również o polskie nekropolie wojskowe, prowadzą żywą współpracę z polskimi organizacjami kombatanckimi oraz biorą udział w uroczystościach w miejscach upamiętnienia żołnierzy polskich na terenie Holandii, Włoszech i Wielkiej Brytanii.

## Nagrody
Za swoją działalność grupa otrzymała w 2022 r. nagrodę Kustosz Pamięci Narodowej.